# 霍尔迪·阿雷塞
霍尔迪·阿雷塞（西班牙語：Jordi Arrese，1964年8月29日—），西班牙前男子网球运动员。他曾代表西班牙参加1992年夏季奥林匹克运动会网球比赛，获得男子单打银牌。他于1998年退役。